# 住友金属野球団
住友金属野球団（すみともきんぞくやきゅうだん）は、和歌山県和歌山市に本拠地を置き、日本野球連盟に加盟していた社会人野球の企業チームである。1999年シーズン終了後に解散した。
獲得した全国タイトルは、全国社会人チームでENEOS・東芝に次ぎ、史上第3位の計9回（全日本アマチュア王座決定戦優勝1回・都市対抗優勝1回・日本選手権優勝7回）である。日本選手権での優勝7回は、史上最多である。

## 概要
1951年に、それまで住友金属工業の近畿地方における各事業所で活動していた野球チームを統合し、大阪府大阪市を本拠地に本社運営の『住友金属野球団』が創設された。
1955年には早くも都市対抗野球への出場を果たし、1965年には拠点を和歌山製鉄所のある和歌山市に移転した。同年と翌1966年の都市対抗では2年連続準優勝し、1977年には日本選手権で初優勝を果たしている。1981年から1987年までは1982年の大会での優勝を含め7年連続本大会に出場し、1983年と1984年には日本選手権を連覇するなど、石井毅と嶋田宗彦のバッテリーを擁して黄金時代を築き上げ、会社のシンボル的役割を担った。
激戦の関西地方にあって日本生命や大阪ガスに人気で勝てず、プロ入りを目指す学生などは集まりにくかったものの、無名選手の集団が猛練習を重ねて前評判を覆す活躍を見せて観客を魅了した。
1980年代から1990年代にかけて日本選手権を5回制するなど社会人野球で屈指の成績を残している。都市対抗では優勝1回にとどまる一方で日本選手権においては抜群の戦績を残すため「秋の住金」の異名をとった。
1999年5月、母体の住友金属工業がリストラの一環として同年シーズン限りでの活動終了を発表。同年の日本選手権をもって活動を終え、25人の部員の内6人が鹿島野球部に異動、5人が他の企業チームに移籍している。
2004年にはグラウンドを含む住友金属総合スポーツセンターがオークワに売却され、ガーデンパーク和歌山となった。

## 沿革
- 1951年 - 大阪府大阪市を拠点に、本社運営の『住友金属野球団』として創部。
- 1955年 - 都市対抗野球に初出場（1回戦敗退）。
- 1956年 - 第6回日本産業対抗野球大会に初出場（2回戦敗退）。
- 1965年 - 和歌山県和歌山市に拠点を変更。
- 1974年 - 日本選手権初出場（第1回大会、初戦敗退）。
- 1977年 - 日本選手権で初優勝。
- 1979年 - 日本選手権で2回目の優勝。
- 1982年 - 都市対抗野球で初優勝。
- 1983年 - 日本選手権で3回目の優勝。
- 1984年 - 日本選手権で4回目の優勝。
- 1989年 - 日本選手権で5回目の優勝。
- 1993年 - 日本選手権で6回目の優勝。
- 1996年 - 日本選手権で7回目の優勝。
- 1999年 - 活動終了。

## 主要大会の出場歴・最高成績
- 全日本アマチュア野球王座決定戦 - 出場2回、優勝1回（1993年）
- 都市対抗野球大会 - 出場21回、優勝1回（1982年）
- 社会人野球日本選手権大会 - 出場18回、優勝7回（1977年、1979年、1983年、1984年、1989年、1993年、1996年）
- JABA京都大会 - 優勝1回（1983年）
- JABA高砂市長杯争奪大会 - 優勝4回（1975年、1976年、1983年、1986年）
- JABA伊勢・松阪大会 - 優勝1回（1963年）
- JABA広島大会 - 優勝1回（1980年）
- JABA九州大会 - 優勝2回（1966年、1985年）

## 主な出身プロ野球選手
- 中野隆夫（投手） - 1954年に高橋ユニオンズに入団
- 島田雄二（外野手） - 東洋レーヨンに移籍し、1957年に東映フライヤーズに入団
- 上水流洋（投手） - 1972年ドラフト3位でヤクルトアトムズに入団
- 林正広（内野手） - 1975年ドラフト4位で近鉄バファローズに入団
- 森繁和（投手） - 1978年ドラフト1位で西武ライオンズに入団
- 石井毅（投手） - 1982年ドラフト3位で西武ライオンズに入団
- 西村博巳（外野手） - 1982年ドラフト3位で横浜大洋ホエールズに入団
- 嶋田宗彦（捕手） - 1984年ドラフト4位で阪神タイガースに入団
- 松本豊（投手） - 1985年ドラフト外で横浜大洋ホエールズに入団
- 畑山俊二（外野手） - 1989年ドラフト2位で近鉄バファローズに入団
- 小島弘務（投手） - 退団後、1990年ドラフト1位で中日ドラゴンズに入団[注 1]
- 森田幸一（投手） - 1990年ドラフト5位で中日ドラゴンズに入団
- 樋口一紀（内野手） - 1991年ドラフト5位で千葉ロッテマリーンズに入団
- 尾山敦（投手） - 1993年ドラフト4位で西武ライオンズに入団
- 松本尚樹（内野手） - 1995年ドラフト5位で千葉ロッテマリーンズに入団
- 宮内洋（内野手） - 1997年ドラフト5位で横浜ベイスターズに入団
- 金城龍彦（投手） - 1998年ドラフト5位で横浜ベイスターズに入団
- 田中瑞季（内野手） - 廃部に伴い退団後、1999年ドラフト5位で福岡ダイエーホークスに入団
- 井戸伸年（外野手） - 廃部に伴い住友金属鹿島に移籍退社後、2002年ドラフト9位で大阪近鉄バファローズに入団

## かつて在籍していた選手・コーチ・監督
- 川畑伸一郎（外野手） - 選手として在籍。バルセロナオリンピック日本代表。
- 筒井大助（外野手） - 選手、監督として在籍。ソウルオリンピック日本代表。
- 中村裕二（捕手） - 選手、コーチ兼任選手として在籍。1973年に読売ジャイアンツからのドラフト3位指名を拒否し残留。現役中に胃癌で死去。
- 松永怜一 - 監督として在籍。ロサンゼルスオリンピック日本代表（監督）。
- 山中正竹（投手） - 選手、監督として在籍。ソウルオリンピック日本代表（コーチ）、バルセロナオリンピック日本代表（監督）。